# Pieve dei Santi Ippolito e Cassiano (San Casciano, Cascina)

La pieve all'inizio del secolo scorso col vecchio campanile, fatto saltare dai tedeschi, nella ritirata durante la II guerra mondiale

La pieve dei Santi Ippolito e Cassiano si trova a San Casciano, nel comune di Cascina, in provincia di Pisa.

## Storia
È ricordata in un documento datato 12 aprile 970, facente parte dell'Archivio Arcivescovile di Pisa e probabilmente anche in un altro documento risalente al giugno 857. Alcuni documenti dei secoli IX-XI attestano che nel paese era già presente un pievania. Nella ristrutturazione della seconda metà del XII secolo intervenne Biduino, uno dei massimi rappresentanti della cultura artistica del tempo, autore dell'architrave del portale centrale, corredato da due iscrizioni di cui una con la data 1180.
Benché ebbe il suo massimo splendore nei secoli X-XII, il plebanato di San Casciano nel XIV secolo comprendeva ancora ben 21 chiese: Santa Maria di Zambra; Santo Stefano a Macerata; San Jacopo di Navacchio; Sant' Andrea a Moscajola; San Benedetto a Settimo; San Martino al Bagno; San Prospero a Oliveto; San Bartolommeo di Moroni; San Giorgio a Bibbiano; San Michele a Casciaula; San Frediano in Gonfo; San Frediano a Settimo; San Michele a Celaiano; San Prospero di Via Cava; San Pietro in Castello; San Miniato a Macerata; San Lorenzo a Pagnatico; San Salvadore d'Oliveto; Santa Maria al Trebbio; San Martino a Vignolo; San Michele a Marciana.
A San Casciano era presente anche un castello oggi scomparso. Il castello di San Casciano del Val d'Arno pisano è menzionato in un'altra carta della Primaziale di Pisa dell'anno 1120, all'occasione che due coniugi donarono ad Atto arcivescovo pisano fra le altre cose la quarta porzione del castello di San Casciano con un pezzo di terra vignata di 40 stiora.
Nel XIV secolo la pieve cominciò un periodo di declino, soprattutto a causa della perdita del potere politico dei signori di San Casciano, tra cui Ugolino della Gherardesca. Trasformata in parrocchia, questa nel 1833 annoverava 841 abitanti.

## Descrizione

### Esterno
L'edificio presenta unitarietà di concezione e di decorazione, come dimostra la qualità delle sculture architettoniche dell'esterno, ma anche le mensole, le cornici, i capitelli d'imposta nella parte inferiore della facciata.
La facciata in pietra verrucana è divisa orizzontalmente da un’esile cornice in due registri. Quello inferiore è ripartito verticalmente da due semipilastri quadrati (ai lati) e da quattro lesene ad articolare gli spazi in cinque parti. Semipilastri e lesene sono decorati in alto da semi-capitelli su cui poggiano cinque archi ciechi includenti loculi e losanghe, secondo lo stile del romanico pisano.
I tre portali, delimitati da pilastrini a base rettangolare, sono sormontati da architravi scolpite a bassorilievo e due lunette ancora più sopra. L’architrave centrale è opera di Biduino e reca nell’iscrizione la sua firma e la data (1180). Raffigura la Resurrezione di Lazzaro e l’Ingresso di Cristo in Gerusalemme. Quella di sinistra raffigura una scena di caccia con due uomini intenti a suonare il loro corno (simbolo della civiltà) in mezzo ad animali reali e fantastici (simbolo del demonio). Quella di destra riporta invece due grifoni (incrocio tra leone e aquila) o ippogrifi (incrocio tra grifone e cavallo) che rappresentano il Cristo che doma un orso, simbolo del male.
Ai due angoli della facciata ci sono due leoni che puniscono (a destra) o proteggono (a sinistra) un uomo, simbolo dell’opera salvifica o punitiva del Cristo (rappresentato dal leone). Nella lunetta centrale un volto gentilizio con gli occhi spalancati, simbolo del fedele.
Il registro superiore è incompleto ed appare nella sua parte centrale assai più basso di quanto progettato inizialmente (si noti la posizione della bifora rispetto ai due spioventi). Le due porzioni laterali poi sono prive di paramento murario.
Il campanile è stato ricostruito più volte, l'ultima dopo la seconda guerra mondiale in quanto fu fatto saltare dai tedeschi in ritirata. Si presenta in stile stridente con il resto della costruzione. Ospita al suo interno tre campane fuse da Raffaello Magni di Lucca nel XIX secolo, più una quarta campana fuori concerto, di dimensioni più ridotte delle altre.

### Interno
L’interno spoglio si presenta con tre navate sormontante da capriate e terminanti con un’abside semicircolare (quella centrale) e due pareti piatte (quelle laterali). La navata centrale, più alta, è delimitata su ciascun lato da otto archi a tutto sesto retti da sei colonne, con capitelli medievali di chiese precedenti o romani di spoglio, e da un pilastro a base quadrata a sostituire la quinta colonna.
All'interno si conservano l'antico fonte battesimale monolitico ad immersione (forse dell'XI secolo) e una terracotta della bottega di Andrea della Robbia raffigurante il Battesimo di Gesù. Le tele sono di vari artisti dei secoli XVI-XVIII.

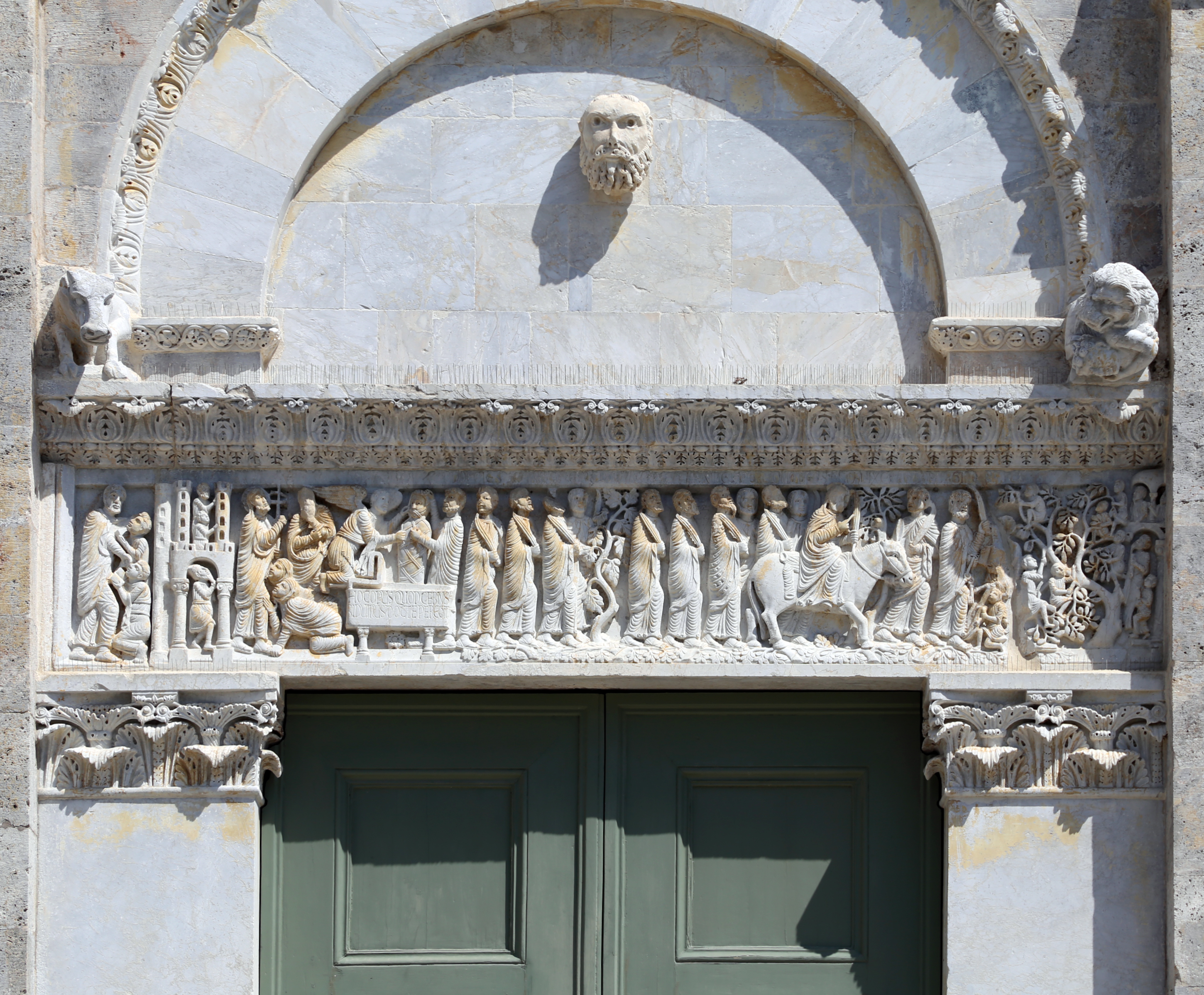
Particolare dell'architrave di Biduino
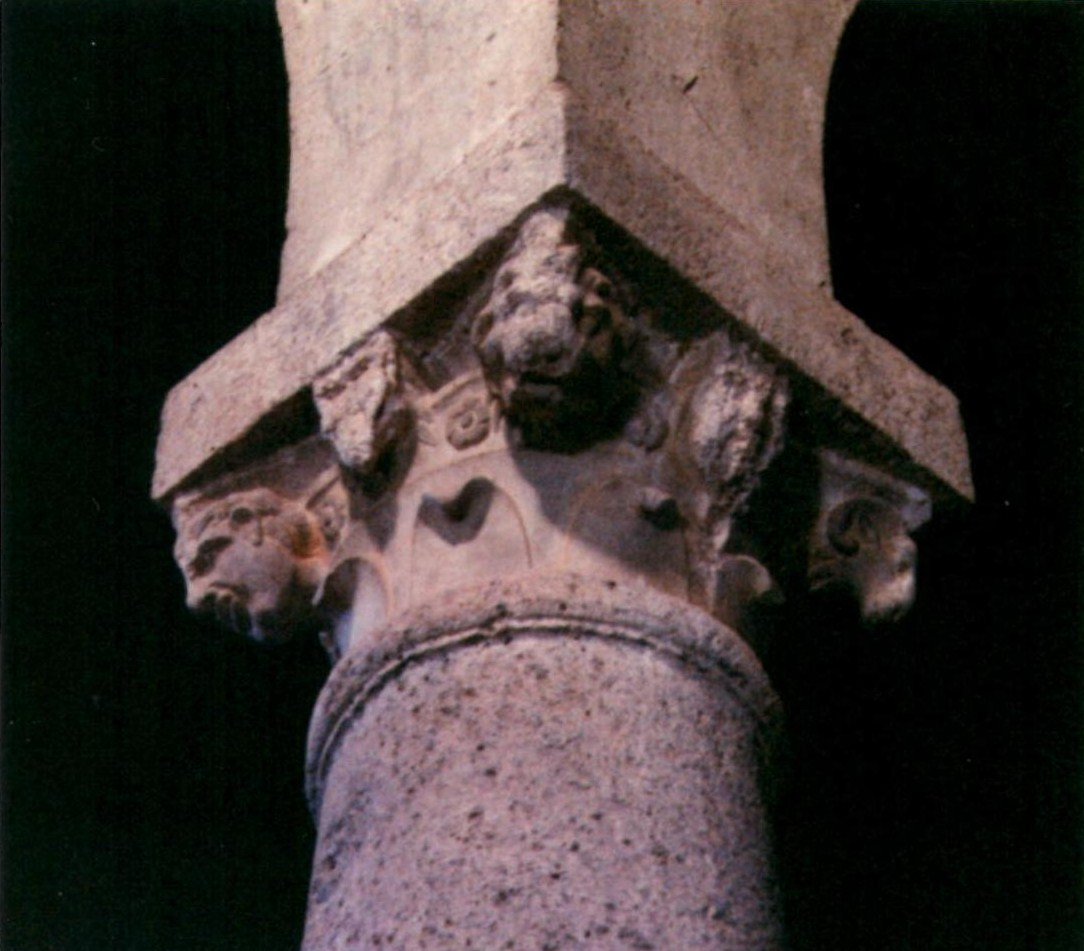
Capitello, scuola di Biduino, sec. XII
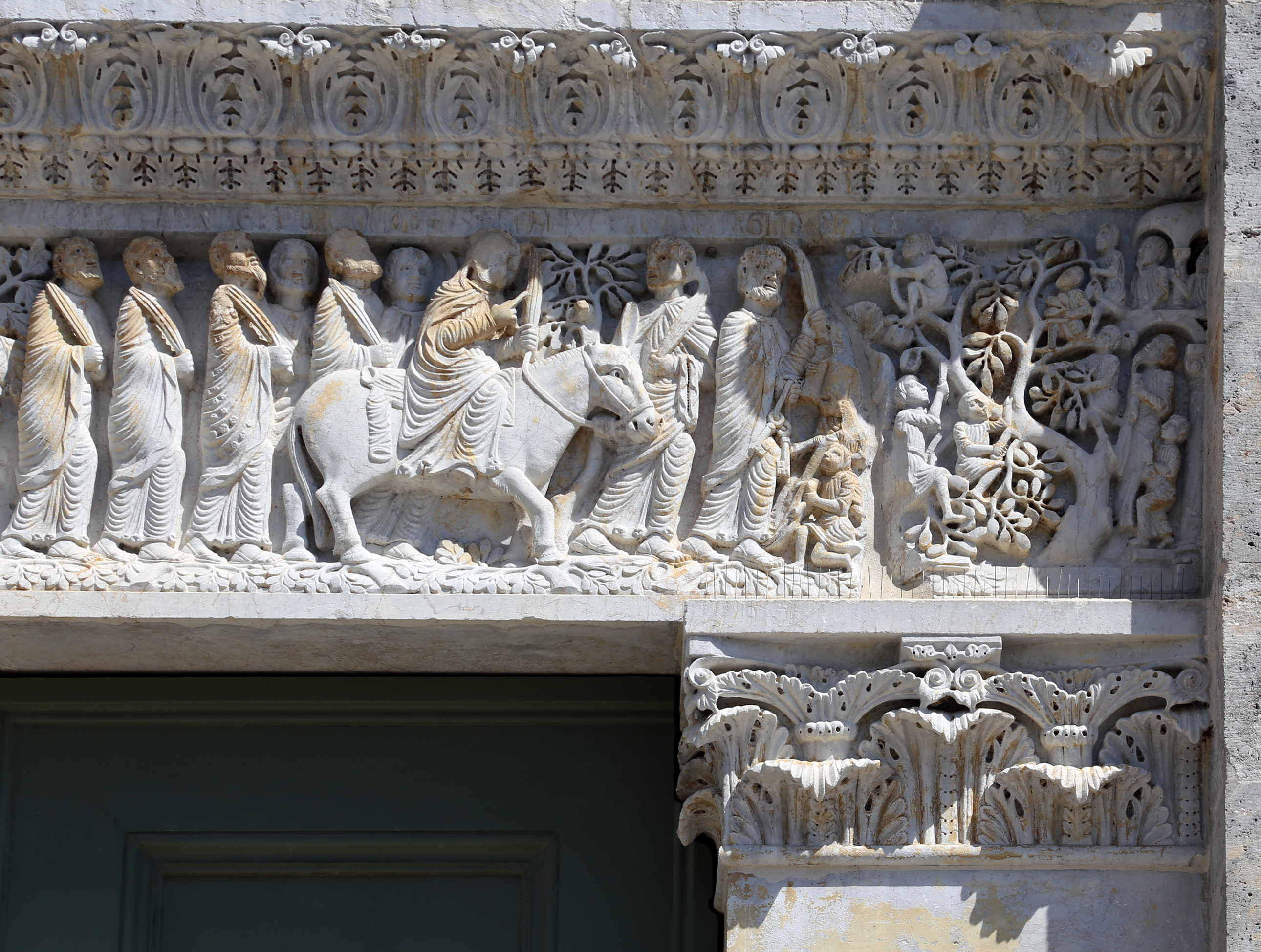
Dettaglio dell'architrave di Biduino
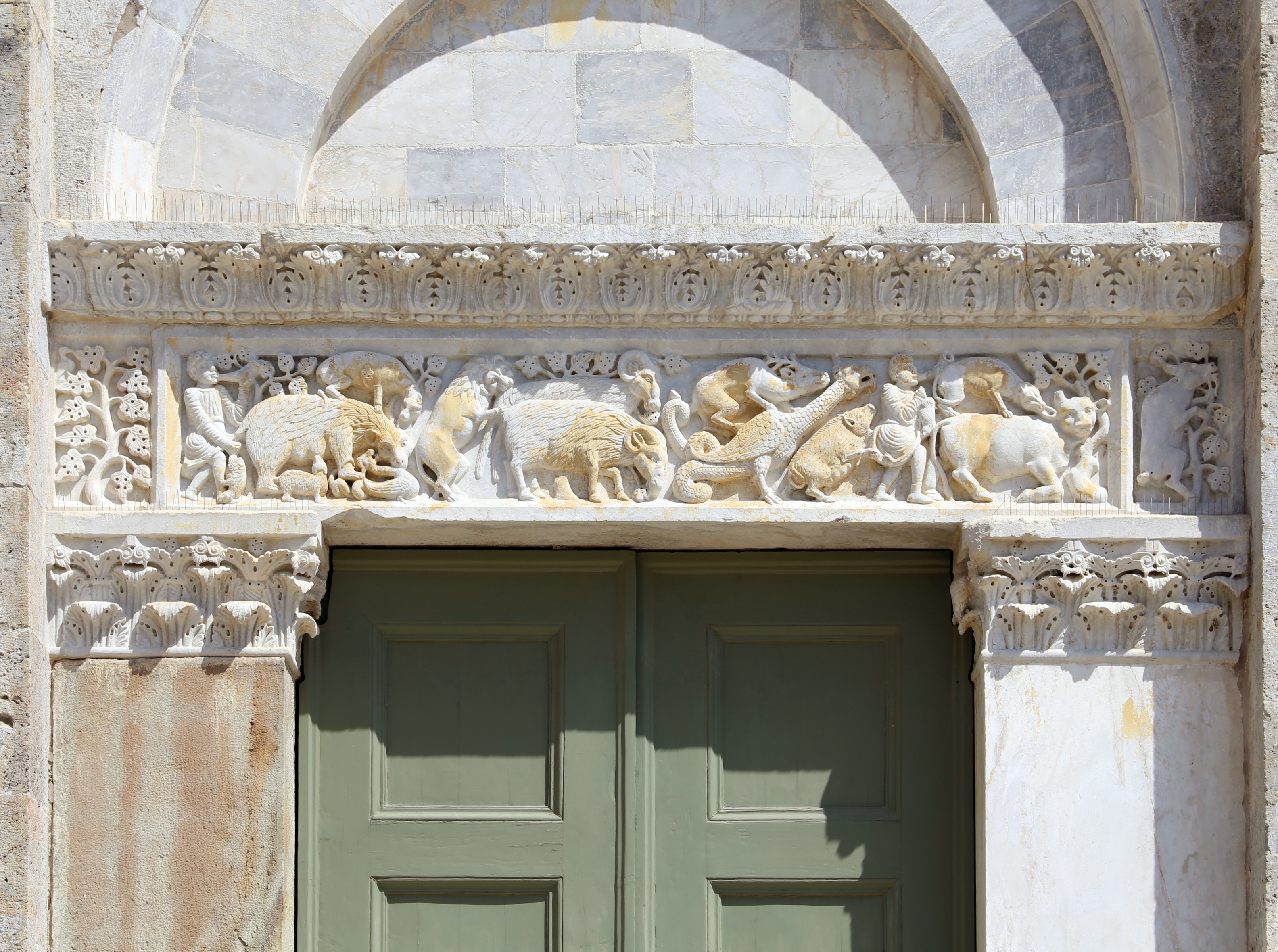
L'architrave della taglia di Biduino